# Hertha Beese
Hertha Beese (* 10. September 1902 in Berlin; † 15. Oktober 1987 ebenda), geborene Scholz, war eine deutsche Politikerin (SPD).

## Werdegang
Hertha Scholz war eine Tochter des späteren Bezirksbürgermeister von Neukölln Alfred Scholz (1876–1944) und der Berliner Stadtverordneten Gertrud Scholz (1881–1950), ihr jüngerer Bruder war der Publizist und Verleger Arno Scholz (1904–1971).
Hertha Scholz besuchte eine Höhere Mädchenschule, die sie 1918 aus finanziellen Gründen bereits nach Abschluss der Mittleren Reife verließ. Anschließend machte sie die Begabtenprüfung und ging in eine Abendschule. Ab 1920 studierte sie an der Deutschen Hochschule für Leibesübungen und der Berliner Universität. Später arbeitet sie als Lehrerin in Berlin-Lichtenberg und Reinickendorf. Nach der „Machtergreifung“ der Nationalsozialisten 1933 war sie mehrfach arbeitslos.
Schon 1916 trat Hertha Scholz der Sozialistischen Arbeiter-Jugend (SAJ) und 1919 der SPD bei. Sie wurde Mitbegründerin der Jungsozialisten. In der Weimarer Republik arbeitete sie unter Hedwig Wachenheim und Clara Schuch mit am ersten Jugendwohlfahrtsgesetz. In der Zeit des Nationalsozialismus traf Hertha Beese auch den letzten Berliner SPD-Vorsitzenden Franz Künstler. 1943 wurde ihre Familie ausgebombt und musste nach Cottbus umziehen.
Nach dem Zweiten Weltkrieg war Hertha Beese sofort in der SPD in Cottbus tätig. 1946 wechselte die Familie wegen der politischen Verhältnisse nach West-Berlin. Von 1949 bis 1965 war Beese Bezirksstadträtin für Jugend im Bezirk Reinickendorf. 1964 wurde sie Vorsitzende der Arbeiterwohlfahrt (AWO) im Bezirk Wilmersdorf.

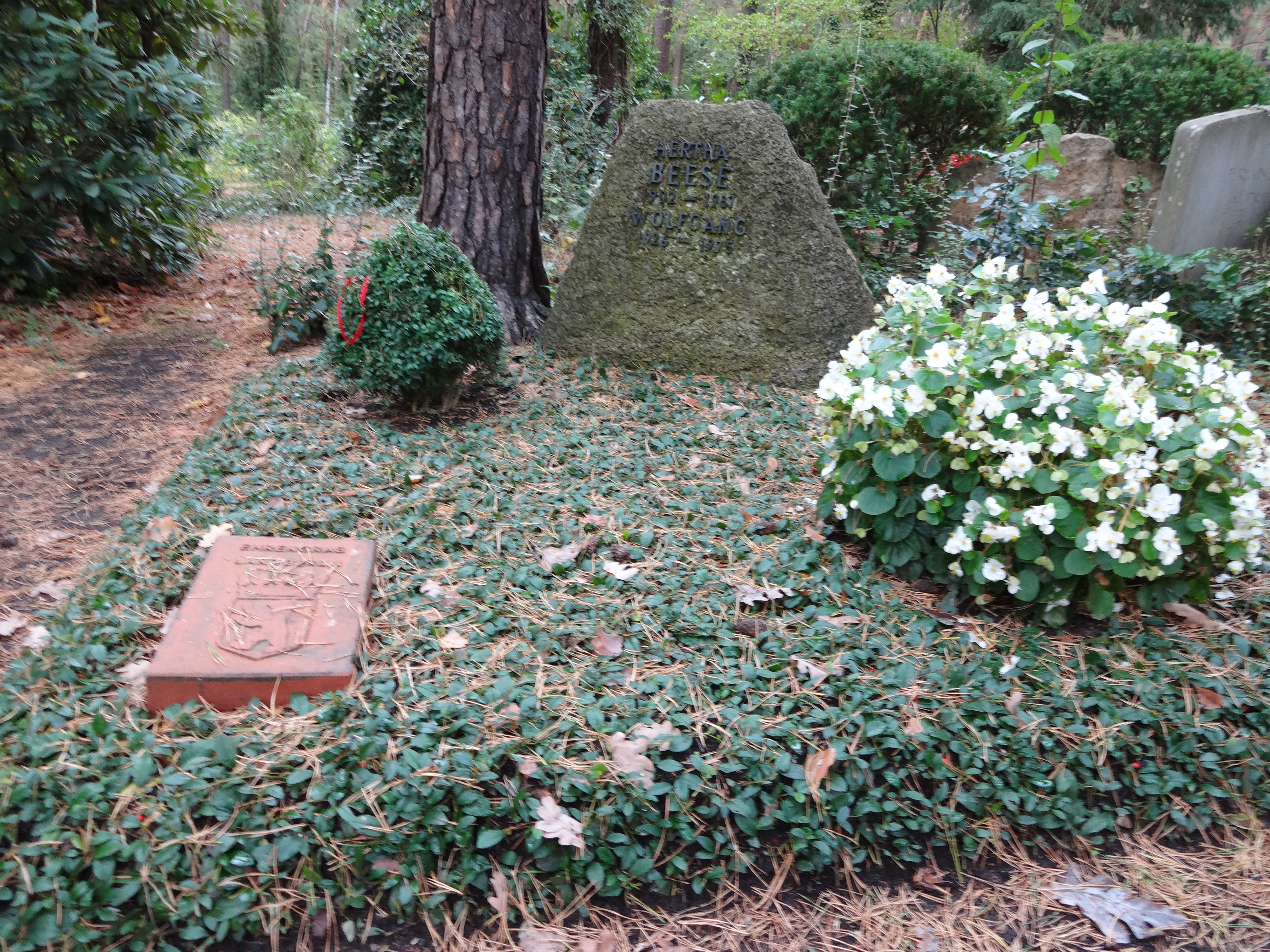
Grabstätte

Hertha Beese wurde 1972 als Stadtälteste von Berlin und im selben Jahr auch mit der Marie-Juchacz-Plakette geehrt, 1982 verlieh der Senat von Berlin ihr die Ernst-Reuter-Plakette. Sie ist auf dem Waldfriedhof Zehlendorf bestattet. Ihr Grab ist als Ehrengrab der Stadt Berlin gewidmet.